# 芬恩·彼泽森
芬恩·彼泽森（丹麥語：Finn Pedersen，1925年7月30日—2012年1月14日），丹麦男子赛艇运动员。他曾代表丹麦参加1948年和1956年夏季奥林匹克运动会赛艇比赛，其中1948年奥运会获得一枚金牌。